# NGC 1374
NGC 1374 je galaksija u zviježđu Kemijska peć.

## Vanjske poveznice
- SEDS: NGC 1374